# Haçıqaraqaşlı
Haçıqaraqaşlı är en ort i Azerbajdzjan.   Den ligger i distriktet Şabran Rayonu, i den nordöstra delen av landet, 130 km nordväst om huvudstaden Baku. Antalet invånare är 315.
Terrängen runt Haçıqaraqaşlı är mycket platt. Närmaste större samhälle är Divichibazar, 17,0 km söder om Haçıqaraqaşlı.